# Psychotria conica
Espèce
Psychotria conica O.Lachenaud  est une espèce de plantes du genre Psychotria. C’est une plante endémique du Cameroun.

## Description
C'est un arbrisseau pouvant atteindre une hauteur de 2 m.

## Distribution
Endémique du Cameroun, l'espèce est très rare. On la trouve dans le centre et le sud du pays.

## Sous-espèces
- Psychotria conica sbsp. conica
- Psychotria conica sbsp. ngowayangensis (massif de Ngovayang)